# 清华–伯克利深圳学院
清华-伯克利深圳学院（英語：Tsinghua–Berkeley Shenzhen Institute）是根据清华大学、加州大学伯克利分校和深圳市人民政府签署的协议，于2014年在中国广东省深圳成立的学院。2018年，深圳市同意为该学院投资2.2亿美元。该研究所成立的目的是寻求制定一项研究计划，以实现复杂、多学科的合作，以成功应对中国、美国以及全球范围内面临的社会和经济挑战。
2023年7月，美国众议院美中战略竞争特别委员会对该学院及其军民两用技术研究展开调查。